# بانریسول
بانریسول (انگلیسی: Banrisul) شرکت خدمات مالی و بانکداری برزیلی است، که در سال ۱۹۲۸ تأسیس شد.